# Nilos (Gemmenschneider)
Nilos (altgriechisch Νίλος) soll angeblich ein römischer Gemmenschneider gewesen sein.
Auf einer von Johann Joachim Winckelmann publizierten modernen Glaspaste ehemals in der Sammlung Stosch mit Darstellung eines bärtigen Männerkopfes findet sich die Beischrift ΝΙΛΟC. Die Glaspaste gelangte später ins Berliner Antiquarium, die Gemme, wohl des 2. Jahrhunderts n. Chr., auf die sie zurückgeht, befindet sich im British Museum. Heinrich Brunn führt den Namen in seinem Kapitel „Namen, welche nur durch falsche Inschriften überliefert oder nicht auf einen Steinschneider zu beziehen sind“ auf, der Name im Nominativ wäre als Signatur auch völlig ungewöhnlich. In Unverständnis seines Textes wurde daraus in der Enciclopedia dell’Arte Antica, Classica e Orientale ein Gemmenschneider, dies wiederum wurde im Künstlerlexikon der Antike kritiklos wiederholt.